# Juan Caballero (político peruano)
Juan Caballero fue un político peruano. 
Fue diputado suplente de la República del Perú por la provincia de Abancay en 1829 durante el primer gobierno del Mariscal Agustín Gamarra. 